# Chantier Le Cœur
Le chantier Le Cœur est un chantier naval actif entre 1905 et 1980 sur le territoire de la commune de Plobannalec-Lesconil, en Bretagne, dans le Sud du Finistère, témoin de l'activité artisanale traditionnelle d'un petit port breton au XXe siècle, doté depuis 2018 du label de port d'intérêt patrimonial. Cet ancien chantier est transformé en écomusée en 2019.
Le musée présente les immeubles, collections et matériels d'origine, et tire son nom du principal propriétaire du chantier naval, Alain Le Cœur.

## Localisation

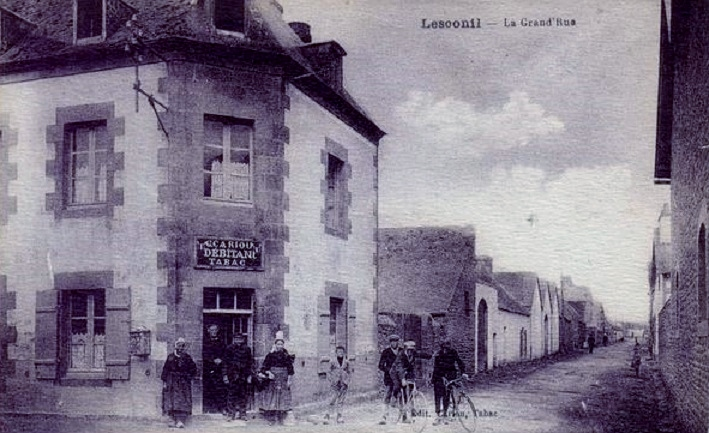
La grande rue de Lesconil en 1915 ; le chantier Le Cœur est à droite, au fond de la rue

Le chantier naval présente cette particularité de ne pas être installé sur le port même de Lesconil, car il était au départ un atelier de menuiserie. Alain Le Cœur habite et travaille à partir de 1905 dans la rue principale de Lesconil, que l'on nomme également Grande Rue à l'époque, baptisée depuis rue Jean Jaurès, qui débouche au Sud sur le port, via la rue Jolie-Curie. Le chantier naval est donc situé à environ 100 mètres du port.

## Description
Le chantier compte un atelier - de menuisier ébéniste au départ - et la maison d'habitation d'origine d'Alain Le Cœur, donnant au Nord sur un jardin. Le tout est de plain-pied, en terre battue avec des murs chaulés. Au Sud de l'atelier est érigé un hangar en bois, largement ouvert à l'ouest, qui recevait le ou les bateaux en construction (un seul la plupart du temps), abritant un établi, avec, devant la maison d'habitation, la modeste remorque de mise à l'eau des bateaux. Ce hangar ouvre directement sur la rue Jean Jaurès, pour accéder ensuite au port.

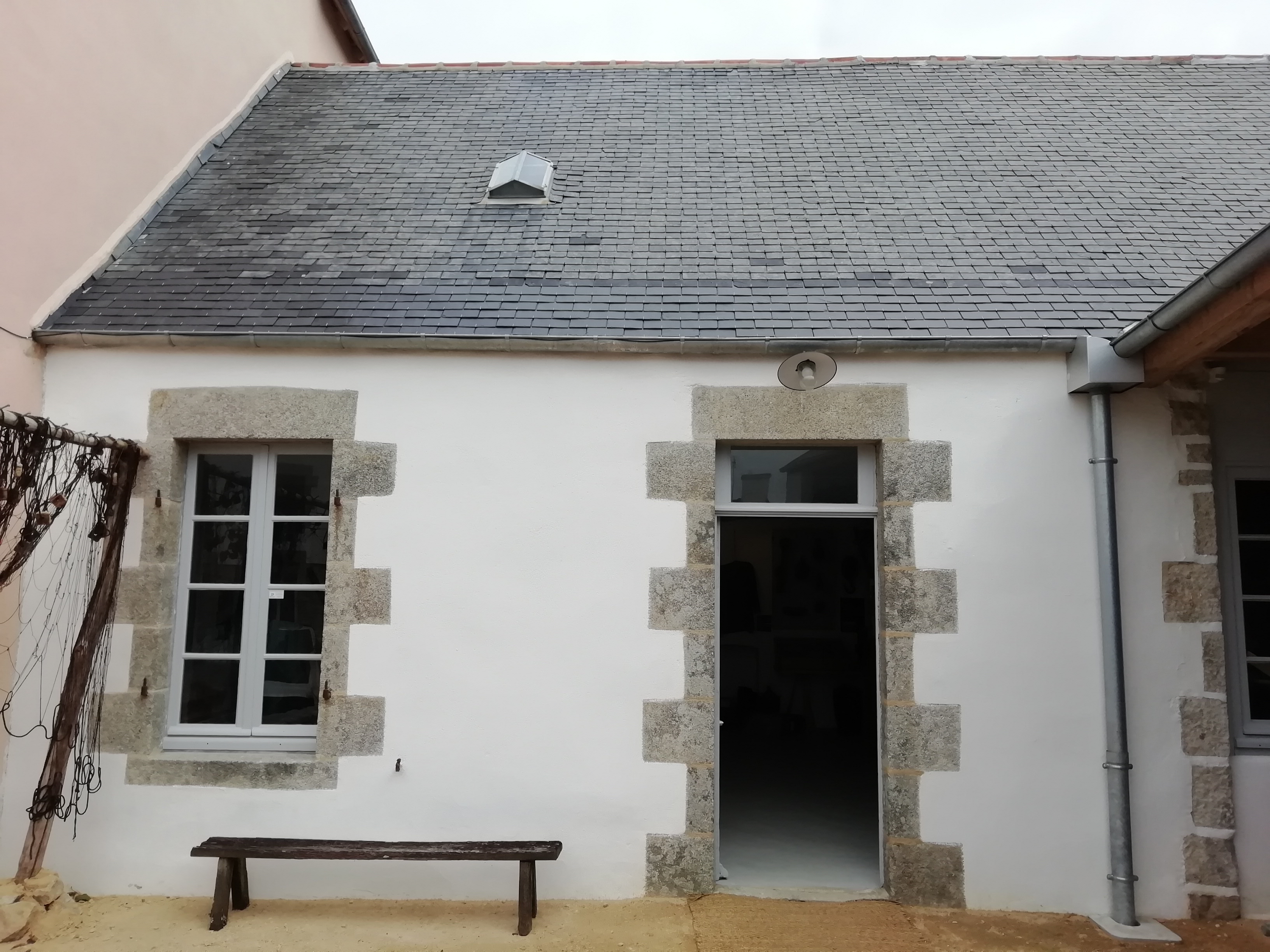
Maison d'habitation
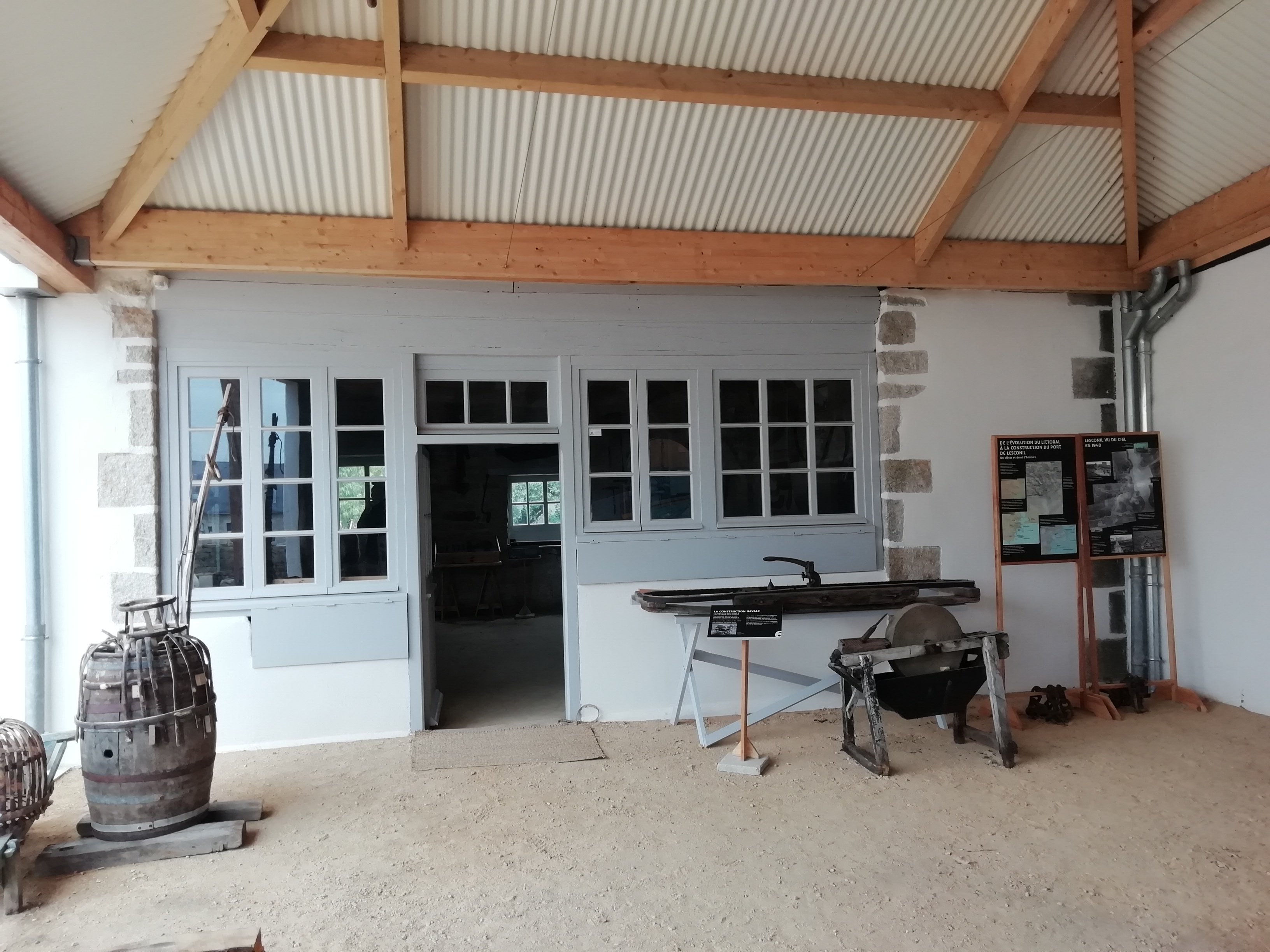
Atelier, vu depuis le hangar
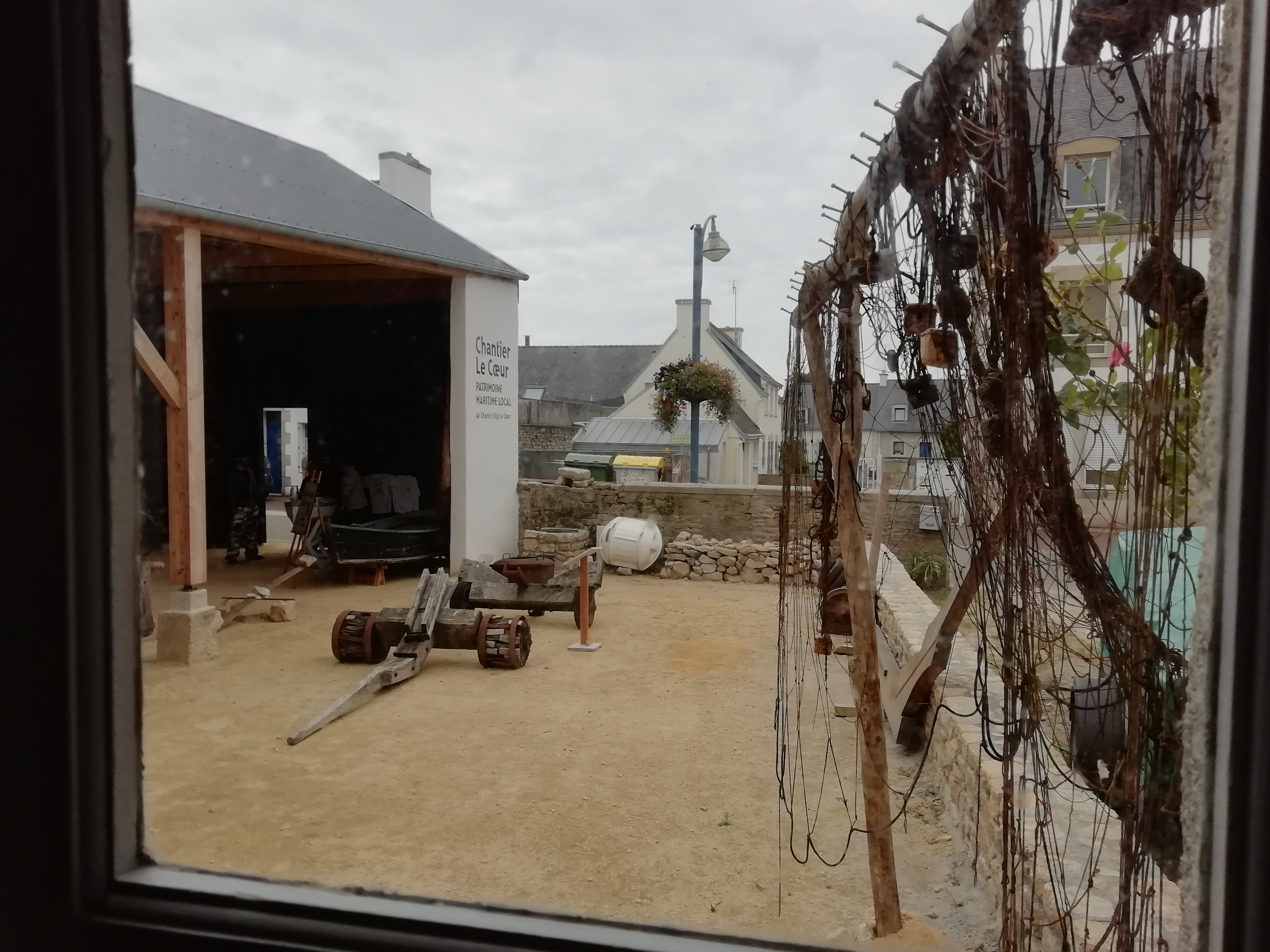
Hangar, vu depuis la maison
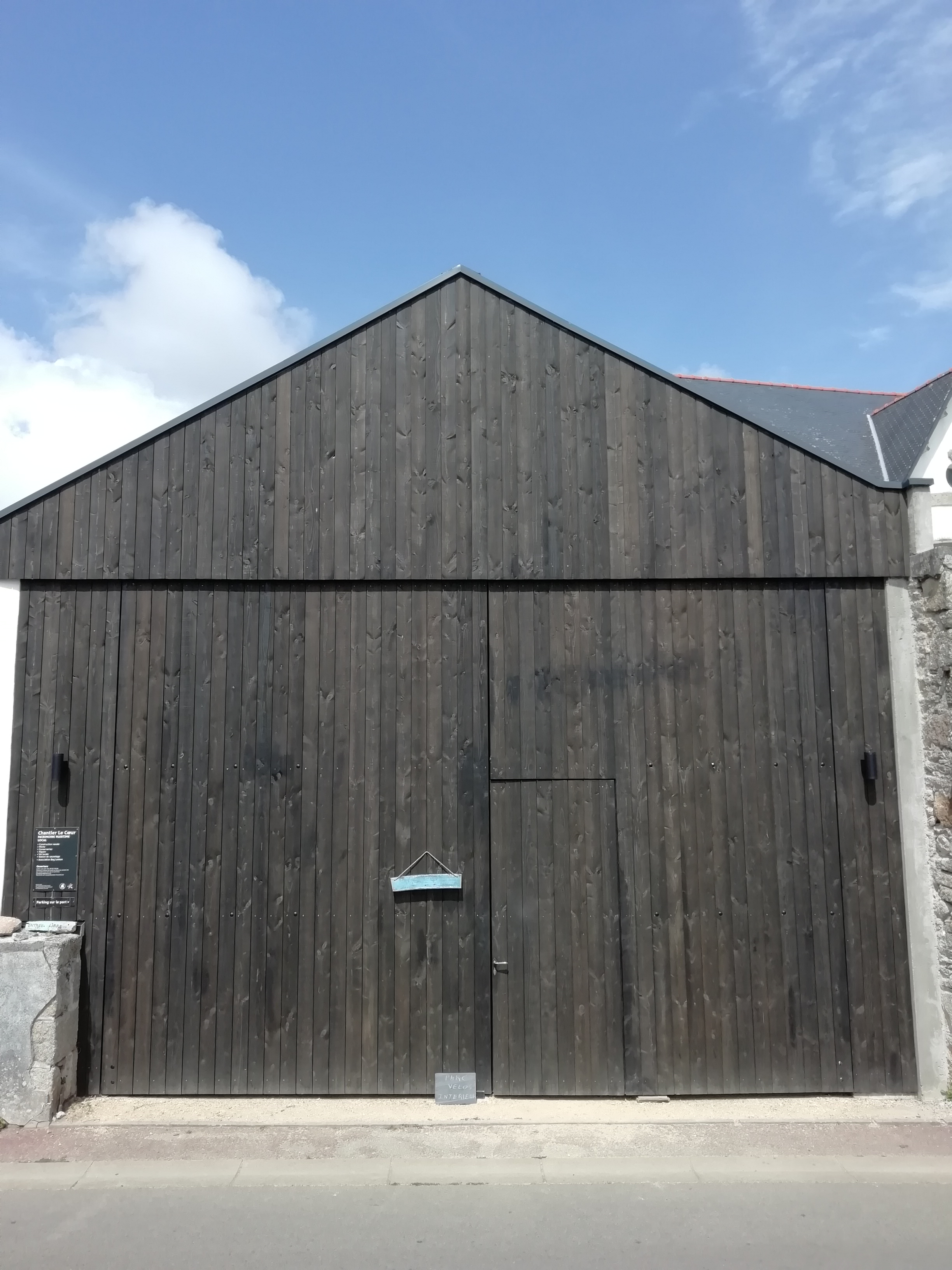
Entrée du chantier (hangar), sur la rue Jean Jaurès

## Historique

### Les propriétaires
Menuisier ébéniste - il a une formation auprès des compagnons du tour de France -, Alain Le Cœur installe son atelier dans la rue principale de Lesconil en 1905. Son objectif premier n'est pas la construction navale, d'où une localisation de son atelier finalement assez éloignée du port de pêche de Lesconil. Mais Alain Le Cœur vient de s'installer dans un port en pleine expansion, qui, de 47 bateaux en 1900, passe à 67 et 1906 et à 120 en 1910. À une époque où les bateaux sont en bois, les pêcheurs lesconilois prennent l'habitude de venir voir le jeune menuisier pour de menues réparations, jusqu'à ce que celui-ci décide de transformer son atelier en chantier naval. Il se convertit alors en charpentier de marine.
Mobilisé en 1914, Alain le Cœur ferme son chantier, pour le rouvrir après le conflit. De la même façon, l'atelier est fermé pendant l'Occupation. En 1960, Alain Le Cœur fait valoir ses droits à la retraite et ses deux fils, Pierre (né en 1909), et Corentin (né en 1918), prennent la relève, même si l'artisan reste actif et de bon conseil au sein de l'entreprise.

### Le chantier naval

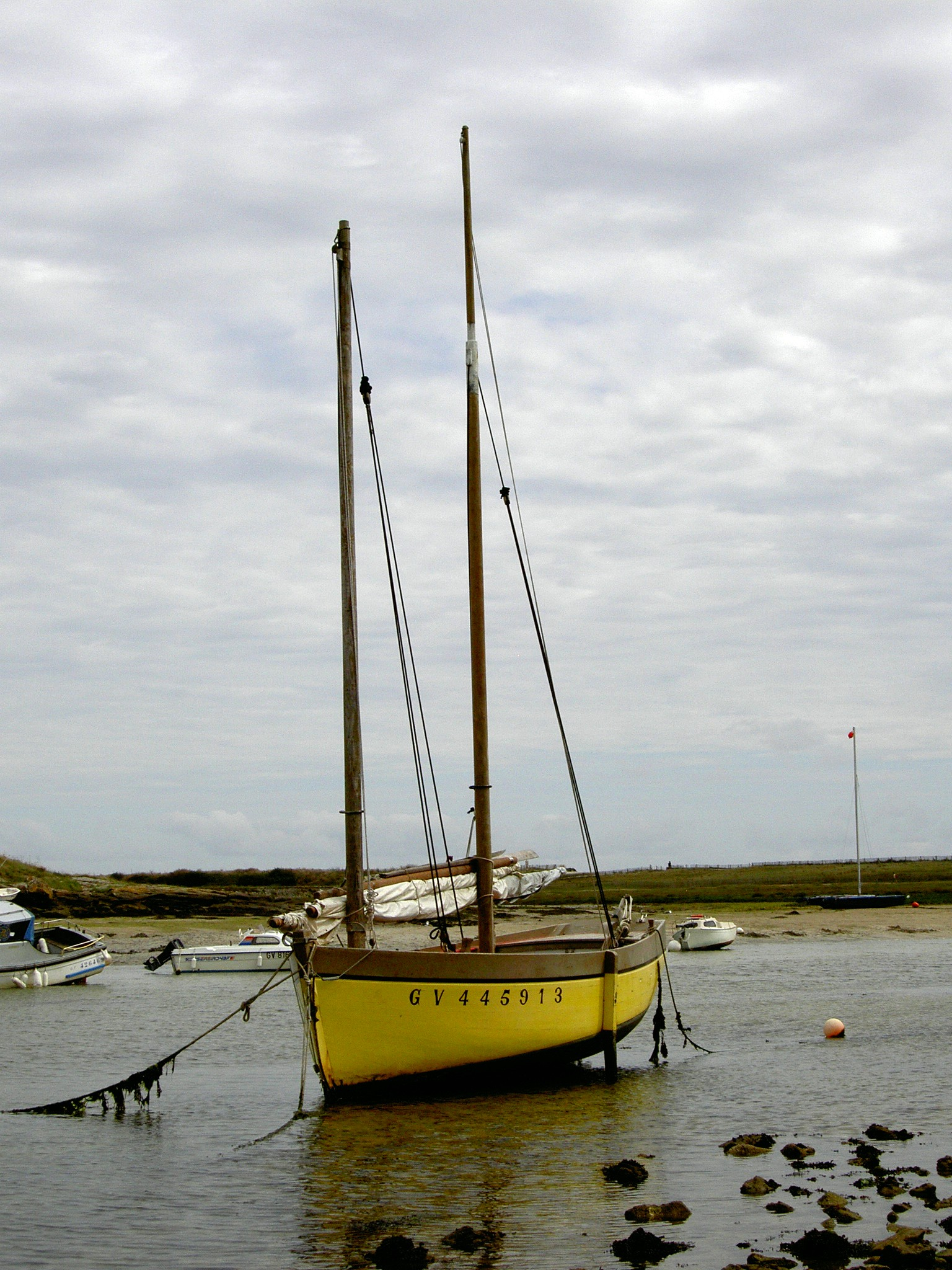
Chaloupe sardinière, telle que le chantier pouvait en produire

En quelque 75 années de production, le chantier naval produit des pinasses, des chaloupes, des sloops, des canots à misaine ou à vapeur, ainsi que 25 malamoks, ces bateaux de pêche bretons à moteur de plus de quinze mètres. L'activité navale est florissante dans les années 1950 et 1960, période prospère de Lesconil. Au total, 350 bateaux sont produits par le chantier au cours de ces décennies d'activités.
Le nom des bateaux est évocateur du contexte politico-religieux de Lesconil dans la première moitié du XXe siècle. En dehors des noms bretons (Labous Noz ; oiseau de nuit), on peut trouver des appellations religieuses telles Dieu aime Marie ou des références politiques comme Prolétaire ou Démocratie. Plus original est le nom de Titanic donné à un navire. Comme dans beaucoup de chantiers à l'époque, la commande est orale et vaut contrat. Les pêcheurs de Lesconil apprécient particulièrement la compréhension d'Alain Le Cœur qui leur fait crédit et attend la vente de la première pêche réalisée par un nouveau bateau pour percevoir son premier acompte.
Le dernier bateau sort du chantier naval en 1980, lequel ferme l'année suivante.
Le hangar du chantier est soufflé par la tempête du 15 octobre 1987 qui balaye la Bretagne.

## La préservation
L'atelier et ses dépendances sont conservés par la famille jusqu'en 2002, date de rachat du site par la municipalité. Parallèlement, la famille Le Coeur lègue à la ville le matériel et l'outillage de l'atelier, — outils, machines, demi-coques en bois de bateau —, témoignant de la construction navale à Lesconil. Après moult tergiversations et l'intervention de l'association Bag Leskon, il est décidé en 2008 de transformer l'ancien atelier en musée. En 2016, la municipalité vote le projet de réhabilitation du site. Les toitures et les huisseries sont refaites à l'identique et les murs ravalés. Le musée bénéficie du soutien de la fondation du patrimoine.
Le musée est inauguré le 21 juin 2019, presque 40 ans après la fermeture du chantier naval qui l'héberge, et après trois années de travaux, dont quelque 4 000 heures de travail à mettre au crédit des bénévoles de l'association Bag Leskon.
Le 16 juillet 2025, l'association Bag Leskon inaugure au sein du musée la salle d'exposition Corentin Draoulec, du nom d'un habitant le la commune passionné de patrimoine.

## Muséographie
La riche histoire contemporaine du port de Lesconil aux XIXe siècle et XXe siècle, permet au musée d'aborder différents thèmes, qui vont bien au-delà de la simple histoire d'un chantier naval artisanal : 
- Le chantier naval Le Cœur, la construction de bateau et la réparation
- La pêche à Lesconil et ses différentes formes
- La station de sauvetage de Lesconil
- Les deux usines de sardines de Lesconil
- Les algues

## Galerie

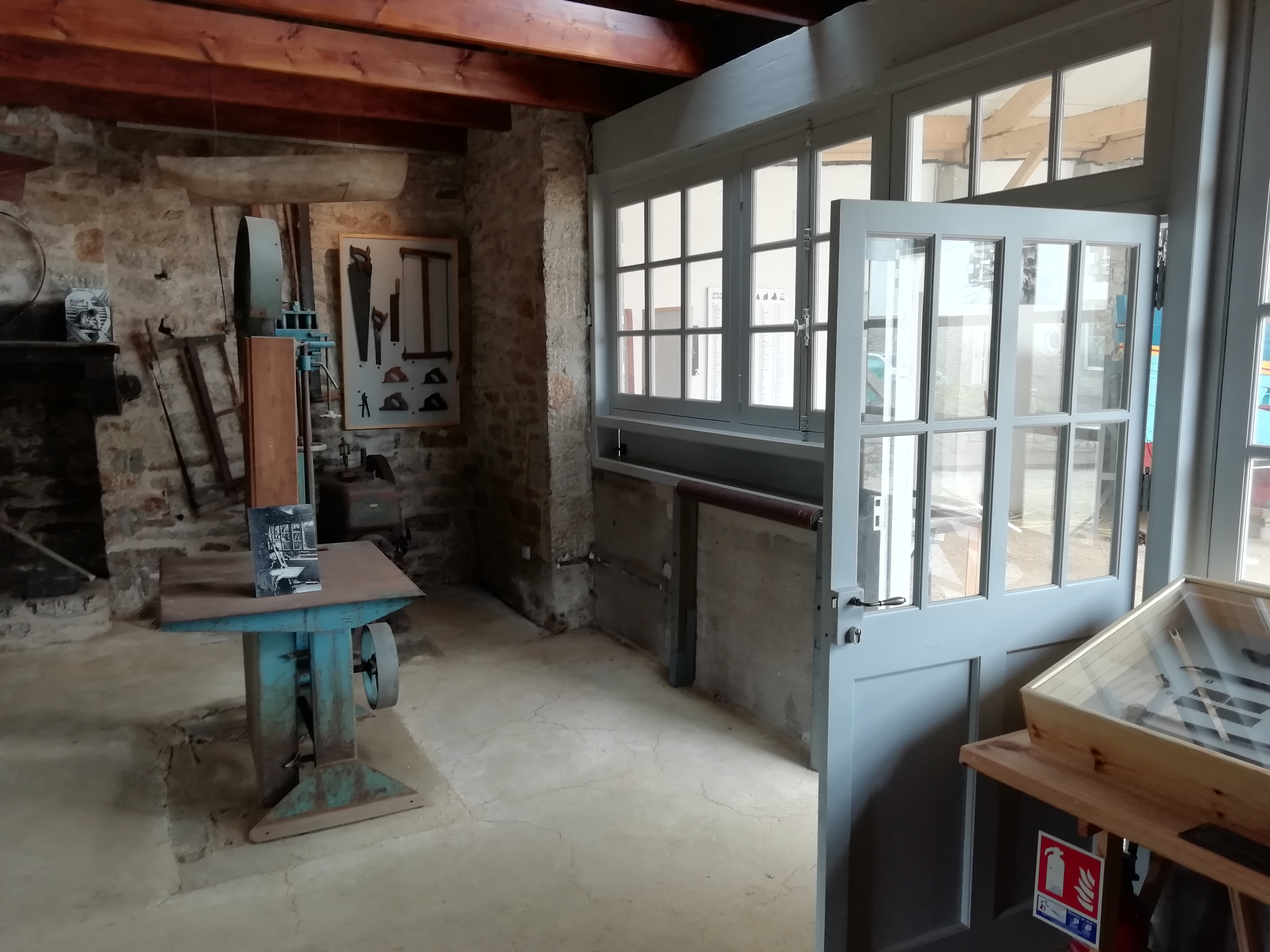
Atelier
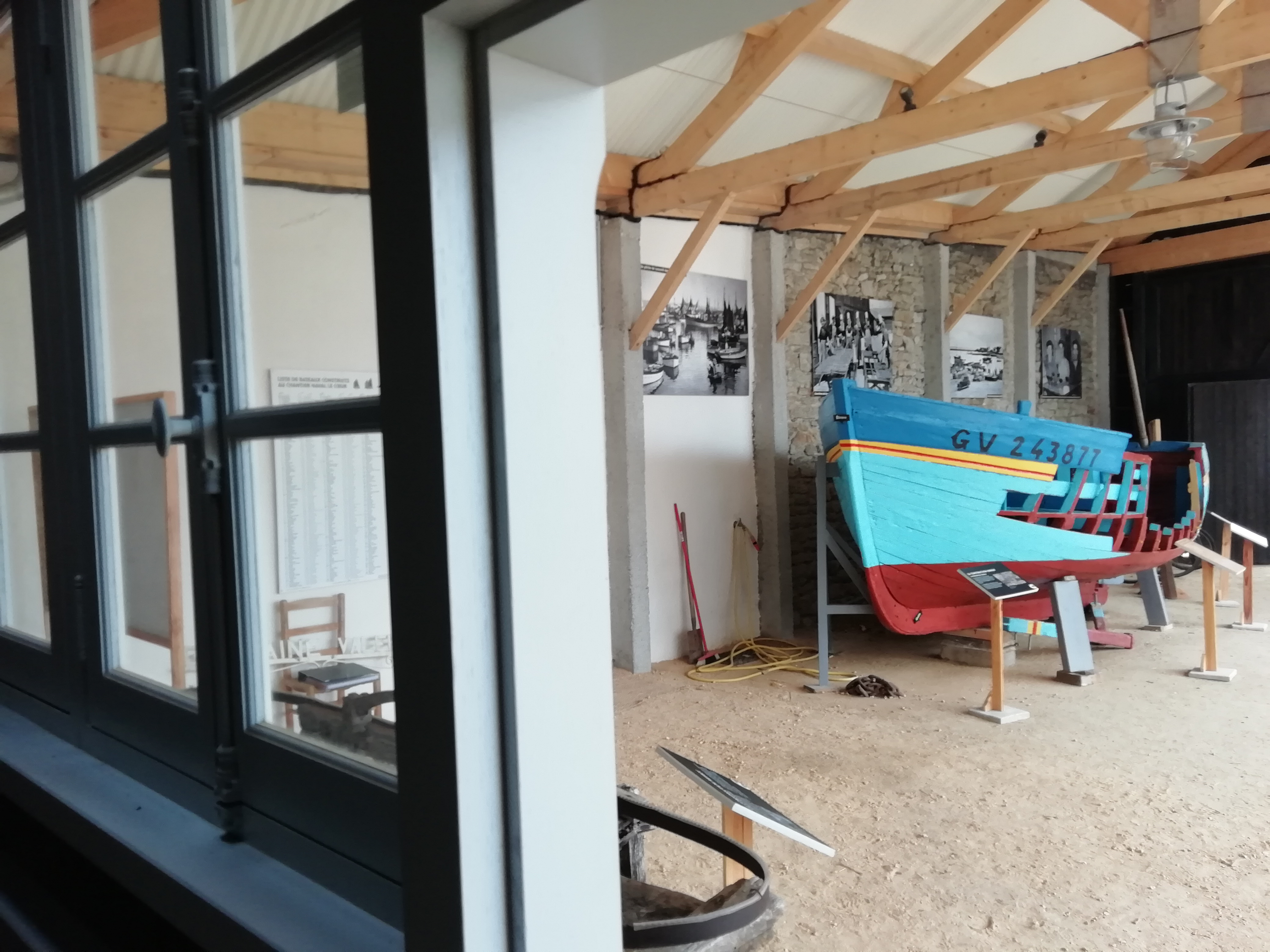
Hangar, vu depuis l'atelier
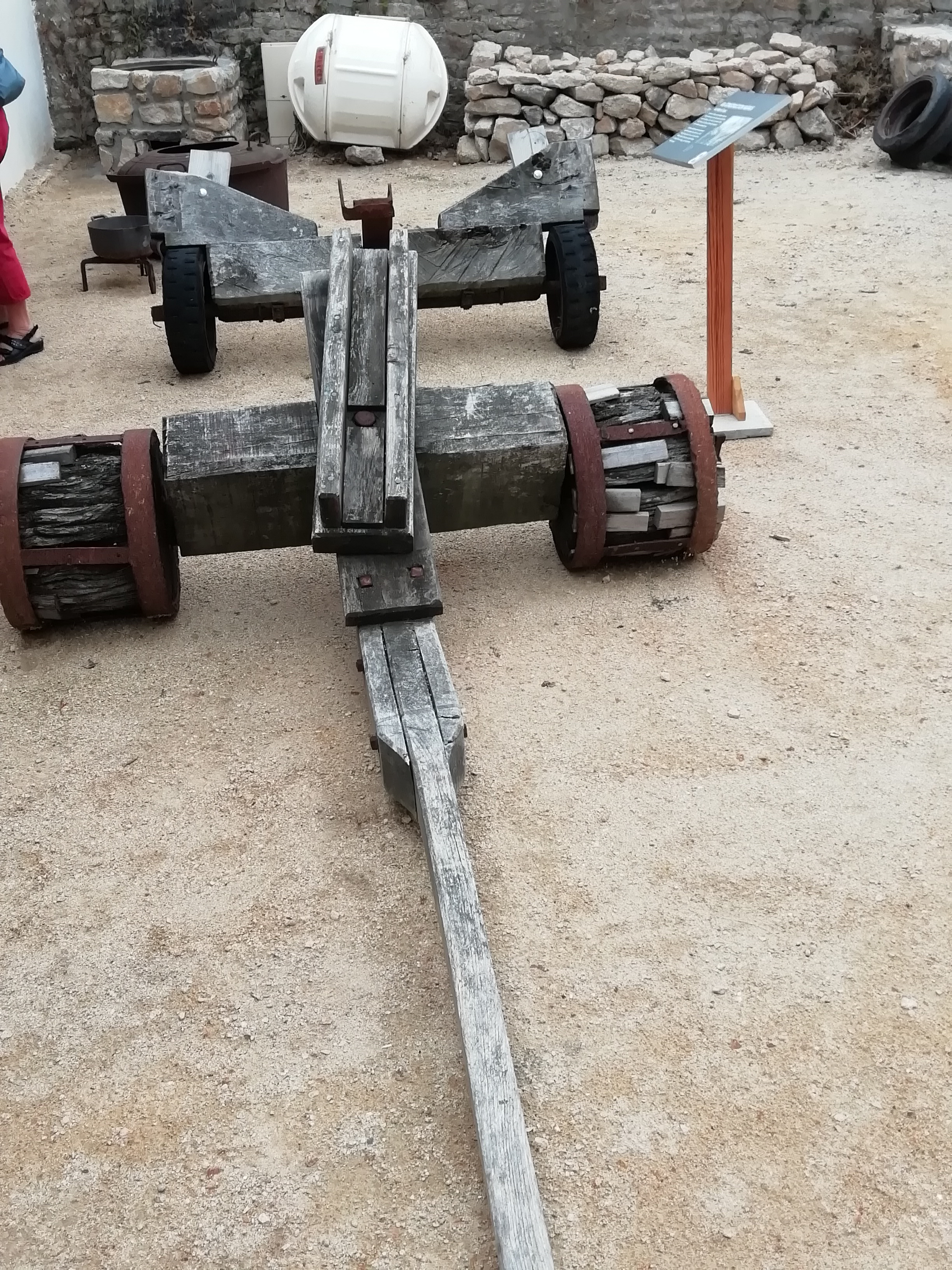
Remorque de mise à l'eau des bateaux
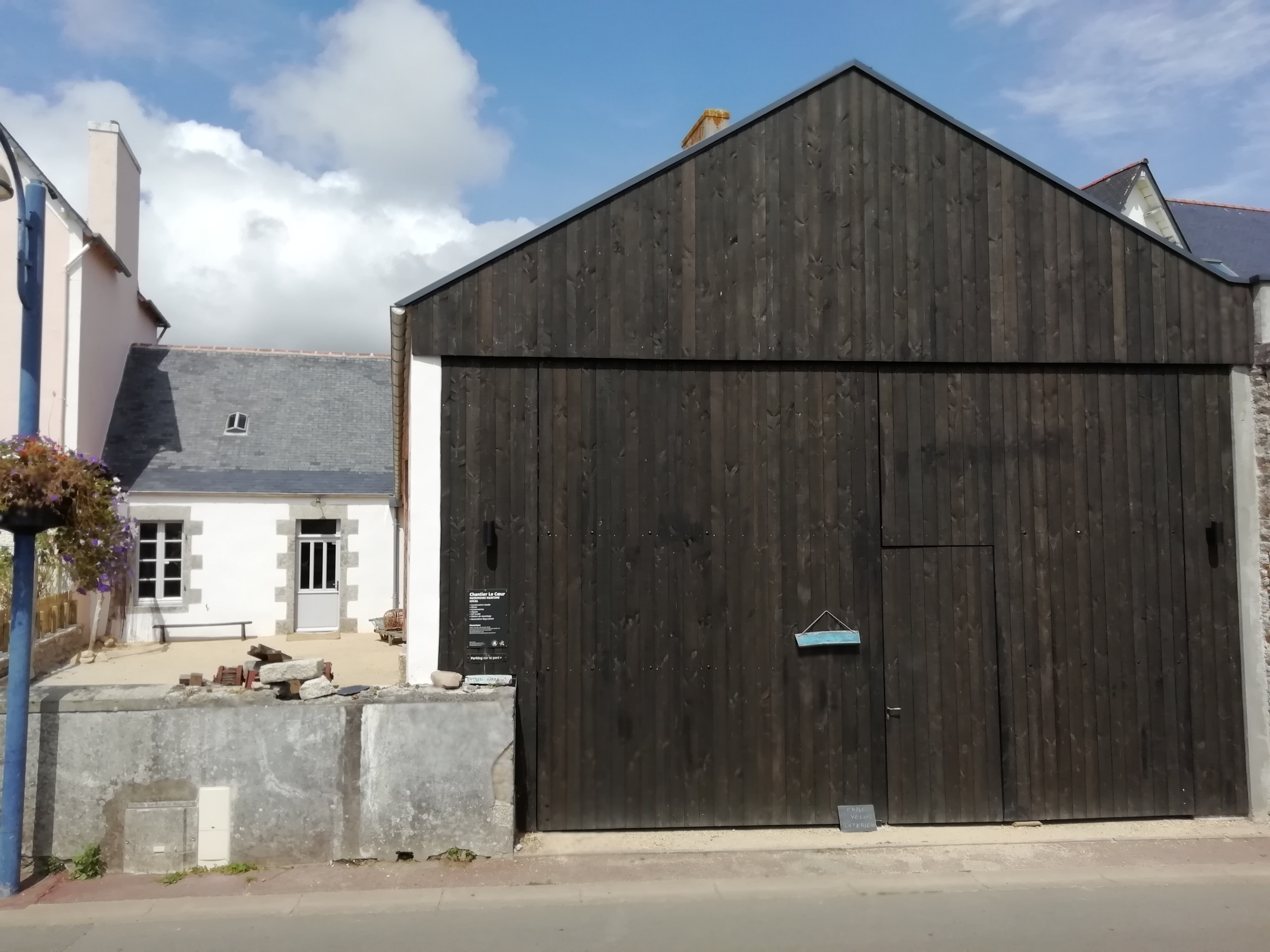
Vue de l'entrée du chantier
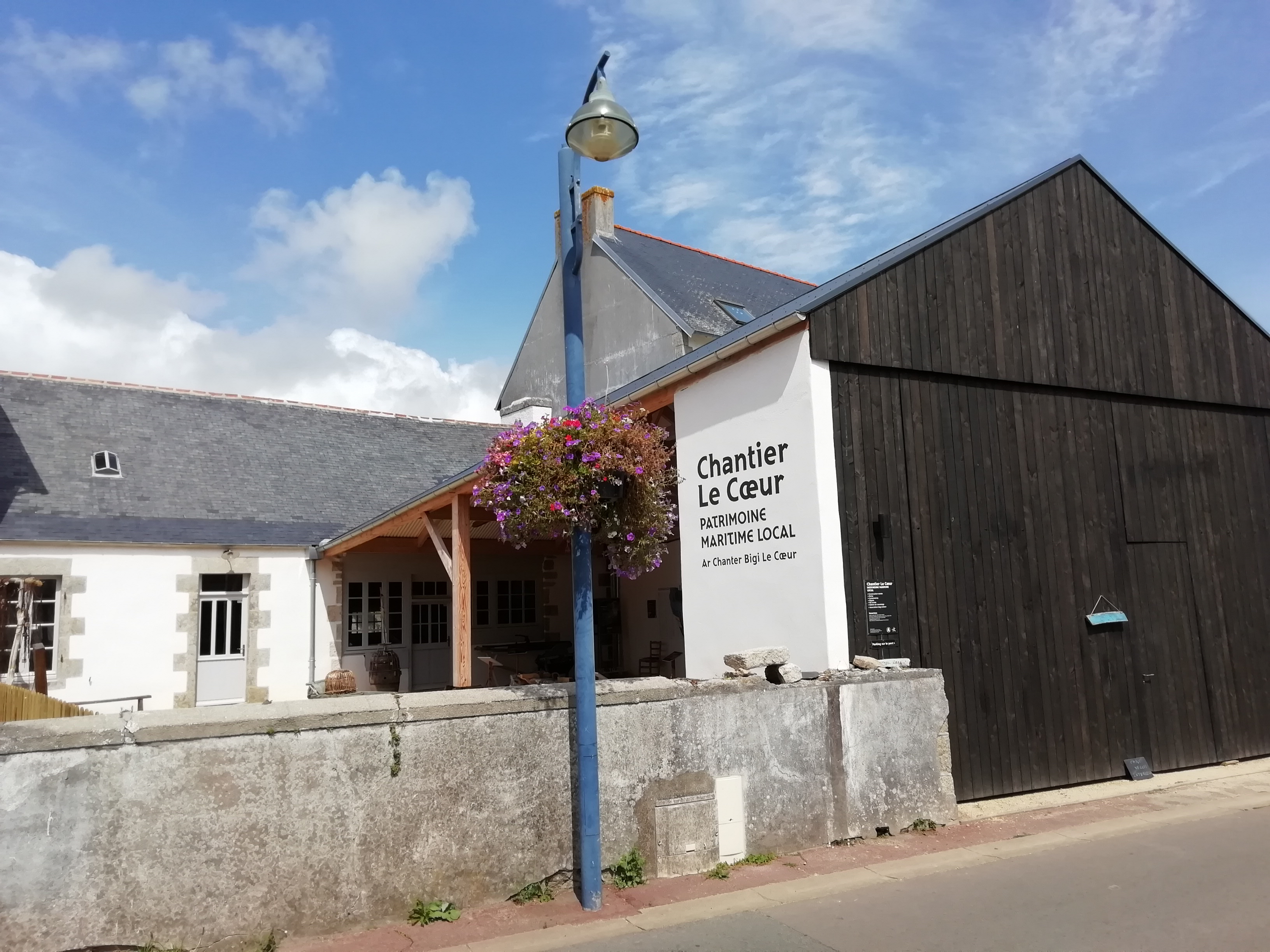
Vue depuis la rue